# Rocky V
Rocky V er en amerikansk film fra 1990 og den femte af Rocky-filmene. Sylvester Stallone har hovedrollen og er også ansvarlig for manus. Andre centrale roller spilles af Talia Shire, Burt Young, Sage Stallone, Tommy Morrison og Richard Gant. Filmen er instrueret af John G. Avildsen.
I den femte filmen bliver Rocky tvunget til at afslutte karrieren efter at have fået påvist permanent skade efter kampen mod Ivan Drago. Da han kommer tilbage til USA opdager han at hele formuen er borte. Han og familien bliver dermed tvunget tilbage til fattige kår. Han begynder derefter at træne en ung lovende bokser, men nedprioriterer samtidig sin egen søn. En rig og snu boksepromotor forsøger at overtale det nyopdagede talent og får ham til at bokse for ham.
Filmen blev dårligt modtaget af kritikerne og blev en publikumsmæssig nedtur i forhold til de andre. Den blev nomineret til syv Razzie Awards, blandt andet i kategorien «værste film».

## Handling
Rocky er tvunget til at afslutte karrieren efter at have fået påvist permanent skade efter kampen mod Ivan Drago. Da han kommer tilbage til USA opdager han og familien, til sit store chok, at alle pengene de havde er væk. Deres regnskabsfører har stjålet og brugt hele formuen på aktiemarkedet. Han og familien bliver dermed tvunget tilbage til fattige kår. Dette indebærer at de må flytte til et slidt arbejderklassekvarter og sønnen må skifte skole. Sønnen bliver mobbet på skolen og trækkes efterhånden til gaden hvor han omgås nye kammerater. Rocky bliver på samme tid kontaktet af en ung og lovende bokser, Tommy Gunn, som ønsker ham som træner. Efter en del tvivl siger han ja og efterfølgende opnår de begge succes. Dette bliver Rockys nye lidenskab, men han nedprioriterer samtidig sin egen søn og de problemer han kæmper med. Efter et opgør forsones imidlertid far og søn og alt synes at gå Rockys vej. Samtidig bliver Tommy Gunn utilfreds med at Rocky ikke lader ham bokse mod de største boksere. Dette udnytter den snedige Don King-agtige boksepromotor Duke. Han overtaler Tommy med penge og fikser det således at han bokser mod en «champion». Tommy vinder kampen, men bliver buet af publikum som mener at hans modstander kun var en champion på papiret. Det vækker yderligere bestyrtelse da han undlader at takke Rocky for sin sejer. Pressen er i harnisk og Tommy kan ikke takle omtalen. Han opsøger derfor Rocky på baren hvor han holder til og det heler ender i en durabel gadekamp mellem dem.

## Om filmen
Anmelderne
Filmen blev dårlig modtaget af anmelderne, noget som genspejles i at den kun har fået 27 % på Rotten Tomatoes (2013) og 54 % på Metacritic. Dette er også den af Rocky-filmene som har fået dårligst omtale. Anmelderne i San Francisco Chronicle og TV-Guide gav den dog meget god omtale og førstnævnte mente til og med den var den bedste af opfølgerene.
VGs anmelder gav den terningkast fire, Aftenposten to, Dagsavisen to og Dagbladet en.
Publikum
Målt i forhold til populariteten hos de andre filme blev Rocky V en skuffelse. Dette gælder specielt i USA hvor den kun indbragte $40,9 millioner. Den gjorde det noget bedre i udlandet, hvor den indbragte $79 millioner, og endte dermed totalt på $120 millioner. Rocky III og Rocky IV indbragte dog mere end dette i USA alene.

## Rolleliste
- Sylvester Stallone - Rocky Balboa
- Talia Shire - Adrian Balboa
- Burt Young - Paulie Pennino
- Sage Stallone - Robert Balboa
- Tommy Morrison - Tommy Gunn
- Richard Gant - George Washington Duke
- Tony Burton - Tony Duke Evers
- Burgess Meredith - Mickey Goldmill
- Michael Williams - Union Cane
- Delia Sheppard - Karen
- Paul Micale - Father Carmine
- Elisebeth Peters - Jewel
- Kevin Connolly - Chickie
- Hayes Swope - Chickies kammerat